# Molophilus (Molophilus) falcatus
Molophilus (Molophilus) falcatus is een tweevleugelige uit de familie steltmuggen (Limoniidae). De soort komt voor in het Nearctisch gebied.